# SV Volders
Der SV Volders ist ein österreichischer Sportverein aus der Gemeinde Volders im Bezirk Innsbruck-Land in Tirol. Die Sektionen im Verein sind Eishockey, Stocksport, Fußball, Rodeln, Schifahren und Volleyball.

## SV Volders
Der SV Volders ist ein österreichischer Sportverein aus der Gemeinde Volders im Bezirk Innsbruck-Land in Tirol, wurde am 26. Mai 1963 gegründet und im Dezember 2006 neu strukturiert.
Obmänner
| - 1963–1967: Hans Krassnitzer - 1967–1968: Adolf Magerl (Obmann vom Sportverein) - 1968–1975: Fritz Streiter - 1975–1978: Hans Krassnitzer - 1978–1980: Alois Nagl | - 1980–1987: Peter Jäger - 1987–1993: Josef Wurzer - 1993–1996: Daniel Streiter - 1996–1998: Erwin Jenewein - 1998–2001: Walter Angerer | - 2001–2003: Seraphin Klausner (Obmann vom Sportverein) - 2003–2004: Harald Lederer - 2004–2005: Richard Dierl (Obmann vom Sportverein) - 2005–2006: Maximilian Harb |

## FC Volders
Der FC Volders ist ein österreichischer Fußballverein aus der Gemeinde Volders im Bezirk Innsbruck-Land in Tirol und wurde am 26. Mai 1963 als Sektion Fußball des SV Volders gegründet und 2006 als FC Volders neu gegründet. Der Fußballclub spielte 1971/72 und 1972/73 in der Landesliga Tirol, einer Liga der damaligen dritten österreichischen Spielklasse. Die Kampfmannschaft spielt in der Tiroler Liga.

### Vorgängerclub SV Volders
Am 26. Mai 1963 war die Gründungssitzung der Fußballabteilung des SV Volders im Gasthaus Bräu, an der Bürgermeister Richard Dierl, Johann Krassnitzer, Josef Powoden, Josef Knapp, Obmann des Wintersportvereins Adolf Magerl, Johann Reinstadler, Eugen Lutz, Franz Pescolderung und Josef Moser und weiterer 45 interessierte Personen anwesend waren. Der Wintersportverein Volders wurde aufgelöst und der SV Volders mit Skilauf, Eisstockschießen und Fußball wurde gegründet. Richard Diertl schloss schon im Vorhinein einen Pachtvertrag zwischen den Grundstückseigentümern und der Gemeinde Volders auf 10 Jahre ab, somit hatte die Fußballabteilung ein Spielfeld. Dennoch begann im September 1963 die Meisterschaft. Die Umkleidekabinen wurde 1964 gebaut, die Beleuchtung 1965 installiert und weitere Adaptierungen des Sportplatzes fanden in der Saison 1968/69 satt.
In der Zwischenzeit kämpfte sich die Kampfmannschaft durch die unteren Tiroler Ligen und feierte in der Saison 1970/71 den Meistertitel unter Trainer Peter Altenburger in der Gebietsliga Ost, der den Aufstieg in die Tiroler Landesliga bedeutete. Die Mannschaftsaufstellung zu dieser Zeit sah wie folgt aus: Erich Streiter, Fritz Streiter, Markus Altenburger, Peter Altenburger, Helmut Rochelt, Werner Knapp, Günther Troger, Günther Kamler, Hugo Habl, Wolfgang Reisigl, Toni Zantler, Manfred Steinlechner, Gerold Troger. In den folgenden Saisonen blieb das Team in der Tiroler Landesliga, 1972/73 stiegen die Volderer in die Gebietsliga Mitte ab, um in der folgenden Saison in der neugegründeten Amateurliga aufzusteigen.
Während der Sportplatz unter Bürgermeister Erwin Posch in der Saison 1974/75 generalsaniert wird, werden die Meisterschaftsspiele in Wattens ausgetragen. Fritz Streiter reichte die Sektionsleitung zurück an Johann Krassnitzer. Erstmals in der Vereinsgeschichte konnte ab der Saison 1979/80 ein Sponsor gewonnen werden. In der Saison 1984/85 befand sich der Verein in der Landesliga Ost.
Ab der Saison 1985/86 stiegen die Volderer in die Landesliga West um. Josef Wurzer musste in der Saison 1990/91 den Trainerposten nachbesetzen, da Selim Basic ging, in der nächsten Saison konnte er zwei große Erfolge der Kampfmannschaft vermelden. Das Team stieg mit dem zweiten Platz in der Landesliga Ost in die viertklassigen Tiroler Liga auf und schaffte den Einzug in das Finale des Tiroler Fußballcup, in dem die Volderer den Axamern erst im Elfmeterschießen unterlagen. Am 30. Jänner 1993 gab Josef Wurzer die Sektionsleitung an Daniel Streiter, der noch aktiver Spieler und Trainer der Kampfmannschaft war. Trotz der Dreifachbelastung wurde das Team zwölfter der Tiroler Liga.
Ab der Saison 1995/96 übernahm die Sektionsleitung Erwin Jenewein und die Mannschaft stieg in die Landesliga ab, in der nächsten unter Trainer Friedl Brem Saison in die Gebietsliga West ab. Walter Angerer übernahm 1997/98 die Sektion und die sportliche Leitung, Daniel Streiter kehrte als Trainer zurück und wurde Vizemeister in der Gebietsliga West.
2001 übernahm Mario Klausner das Traineramt und die Volderer erreichten den dritten Platz, in der folgenden Saison unter Sektionsleiter Seraphin Klausner belegten die Volderer den neunten Tabellenrang. 2003/04 wurde der Milser Harald Lederer als Sektionsleiter vorgestellt, die Kampfmannschaft wurde neunter in der Gebietsliga Ost. und Vereinsobmann Richard Dierl übernahm die Leitung der Fußballabteilung, der dann mehrere Erneuerungsmaßnahmen beim Sportplatz durchführte. Als Trainer kam im Frühjahr 2005 Auer Robert und platzierte die Mannschaft an dritter Stelle in der Gebietsliga Ost. Nach dem Ausscheiden von Richard Dierl aus dem Volderer Gemeinderat, legte er das Amt des Obmann vom Sportvereins nieder und Bürgermeister Maximilian Harb die Sektionsleitung. Im Frühjahr 2006 wurde Robert Auer sportlicher Leiter bei der WSG Wattens und bei den Volderer bis Meisterschaftsende blieb. Die Fußballabteilung wurde am 9. Juni 2006, sowie alle anderen Sektionen, des SV Volders, aufgelöst. Nachdem alle Sektionen eigenständige Vereine gegründet haben, löste sich der Sportverein Volders auf.
Sektionsleiter
Sektionsleiter waren die Obmänner des SV Volders.
Sportliche Leiter
| - 1963–1975: kein sportlicher Leiter - 1975–1978: Dietmar Zivny - 1978–1979: Johann Brunner - 1979–1980: Walter Monz - 1980–1982: Dietmar Zivny | - 1982: Josef Zeisler - 1982–2001: Walter Angerer - 2001–2003: Jürgen Streiter - 2003–2005: Alexander Nagl - 2005–2009: Christian Zöhr | - 2009–2010: Gigler Patrick - 2010: Walter Angerer - 2010–2015 Jürgen Streiter / Gernot Reisigl - 2015: Alexander Nagl - seit 2016: nicht besetzt |

Trainer
| - 1963–1965: Franz Zantler - 1965–1966: Auer Robert - 1966–1967: Christof Santek mit Arthur Steinwender - 1967–1969: Wolfgang Reisigl - 1969–1971: Peter Altenburger - 1971–1972: Wolfgang Reisigl - 1972–1973: Helmut Redl - 1973–1974: Peter Altenburger - 1974–1976: Wolfgang Reisigl mit Peter Koncilia - 1976–1977: Wolfgang Reisigl | - 1977–1980: Hans Brunner - 1980–1983: Erich Streiter - 1983, Herbst: Selim Basic - 1984, Frühjahr: ohne Trainer - 1984–1985: Erich Streiter - 1985–1986: Adolf Jud - 1986–1991: Erich Streiter - 1991–1992: Daniel Streiter mit Josef Zeisler - 1992–1995: Daniel Streiter - 1995, Herbst: Daniel Streiter | - 1996, Frühjahr: Mario Klausner - 1996, Herbst: Friedl Brem - 1997, Frühjahr: Ludwig Tanzer - 1997–2000 Daniel Streiter - 2000. Herbst: Erich Troger, Martin Knapp - 2001, Frühjahr: Jürgen Gigler - 2001, 2004: Mario Klausner - 2004, Herbst: Mario Klausner - 2005, Frühjahr: Auer Robert - 2005–2006 Robert Auer |

Titel und Erfolge
- 2 × Drittligateilnahme (Landesliga Tirol): 1971/72, 1972/73
- 1 × Finalist vom Tiroler Fußballcup: 1991/92

### Gründung des FC Volders
Die Verantwortlichen in Volders einigten sich am 9. Juni 2006 den Fußballclub Volders, der als Nachfolgeverein für die Sektion Fußball des SV Volders anzusehen ist, zu gründen. Daniel Streiter übernahm das Training der Kampfmannschaft mit jungen Spielern aus Volders, feierte den Meistertitel in der Gebietsliga Ost und stieg in die Landesliga Ost auf, in der sie 2007/08 Dritter wurden und 2008/09 in der Landesliga West Sechster.
Im November 2009 verkündete Daniel Streiter seinen Rücktritt.
Bei der Jahreshauptversammlung am 21. Juni 2010 bildete sich rund um Claus Mayr eine neue Vereinsführung. Heimkehrer Michael Streiter übernahm das Training der Kampfmannschaft.
Nachdem sich der FC Volders den Herbsttitel 2010 gesichert hatte, ging Michael Streiter zum SV Horn, der in der Regionalliga Ost war. Bei den Volderern übernahm der sportliche Leiter das Training; ab April 2011 wurde Roman Deutsch verpflichtet und wurde Fünfter.
Nach fünf Jahren Landesliga West verließ Roman Deutsch den Verein und Michael Streiter kam zurück. Unter ihm gelang dem Verein 2018 der Aufstieg in die Tiroler Liga.
Sektionsleiter
| - 2006–2010: Maximilian Harb - 2010–2013: Claus Mayr - 2013–2018: Gerold Lintner - seit Januar 2019: Michael Streiter |

Trainer
| - 2006–2009 Daniel Streiter - 2009, Oktober–2010, Mai: Mario Klausner - 2010, Mai–2011, Januar: Michael Streiter - 2011, Januar–2012: Roman Deutsch - 2012–2016: Jürgen Zimmermann - 2016, Juni–2016, September: Michael Geisler - seit 2016, September: Michael Streiter |

## VC Volders
Die Volleyballabteilung des SV Volders nimmt als VC Volders an der österreichischen Meisterschaft teil. Die Frauenmannschaft spielt in der Damen Landesliga Gruppe B.

## Rodelverein Volders
Bekannte Rennrodler aus Volders sind Verena Frischmann oder Melanie Frischmann

## Schiclub Volders
Die Sektion Skifahren, früher Wintersportverein Volders, ist die älteste Abteilung des SV Volders.

## EHC Volders
Die Eishockeysektion des SV Volders, der EHC Volders, ist eine Amateurmannschaft und spielt in einer Tiroler Hobbyliga.